# Radiofjeldet
Radiofjeldet (på grønlandsk: Qapiarfiusaaq) er et kvarter i Nuuk Centrum, Nuuk, Grønlands hovedstad. Radiofjeldet er fortrinsvis et boligområde med ca. 600 lejemål og er præget af hvide blokke opført i 1972-77; det blev vurderet som saneringsmodent i 2009.
Boligområdet består af blokkene 11-17 i fire-fem etager ud mod Godthåbsfjorden (Nuup Kangerlua), blok 21-37 i områdets centrum samt rækkehusene 41-45, der har udsigt mod Store Malene (Ukkusissat). Boligerne administreres af Grønlands Selvstyres boligselskab, INI.
Selve fjeldtoppen er holdt fri for boliger og prydes af en varde sat af Dronning Margrethe II og Prins Henrik i 1978 i anledning af byens 250 års jubilæum. En ringvej fører rundt i boligområdet og er opkaldt efter Nuuks venskabskommune, Lyngby-Taarbæk Kommune.

Området betjenes med offentlig transport af Nuup Bussii, hvis linje 3 stopper ved centeret. I umiddelbar tilknytning ligger Atuarfik Samuel Kleinschmidt, opkaldt efter sprogforskeren.
- Del af byggeriet på Radiofjeldet, fotograferet 2010
- Del af byggeriet på Radiofjeldet, set fra Lyngby-Taarbækvej, med udsigt over Akia (Nordlandet)
- Lyngby-Taarbækvej med udsigt over Ukkusissat (Store Malene)
- Radiofjeldets facader som de ser ud med retning mod Nuuk centrum
- Gangbro langs Radiofjeldet
- Facaderne på Radiofjeldet